# Jeanne de Châteauvillain
Jeanne de Châteauvillain, née vers 1330 et morte vers 1389, est dame de Châteauvillain au milieu et à la fin du XIVe siècle. Elle est la fille de Jean III de Châteauvillain et de son épouse Marguerite de Noyers.

## Biographie
À la mort de son père Jean III de Châteauvillain en 1355, elle est citée comme dame de Thil et de Marigny à la suite de son premier mariage.
Elle devient dame de Châteauvillain à la mort de son frère aîné le 19 septembre 1356 lors de la bataille de Poitiers durant la Guerre de Cent Ans, tandis que sa sœur puînée Marie de Châteauvillain hérite des seigneuries d'Arc et de Nully.
Vers 1367, sa sœur Marie meurt sans héritier et lui laisse ses terres d'Arc et de Nully sous réserve que l'époux de celle-ci, Jean II de Bourgogne, les garderait jusqu'à sa mort puis qu'elle léguerait à son tour Arc à son fils aîné Jean V de Thil-Châteauvillain tandis que Nully irait à son deuxième fils Guillaume de Vienne. Jean Ier de Bourgogne décède en 1373 et Jeanne obtient les terres de sa sœur.
À sa mort, elle laisse les seigneuries de Châteauvillain et d'Arc à son fils aîné, né de son premier mariage et déjà seigneur de Thil et Marigny par son père ainsi que de Grancey par son mariage avec Jeanne de Grancey, tandis que son deuxième fils Guillaume de Vienne, né de son troisième mariage hérite de la seigneurie de Nully.

## Mariage et enfants
Avant 1345, elle épouse Jean Ier de Thil, seigneur de Thil et de Marigny et connétable de Bourgogne, veuf d'Agnès de Frolois, fils de Guillaume de Thil et d'Isabelle de Grandpré, avec qui elle a un enfant, :
- Jean V de Thil-Châteauvillain, qui succède à sa mère comme seigneur de Châteauvillain.

Veuve en 1355, elle épouse en secondes noces Guillaume de Chalon, seigneur de Chavannes et de Dramelay, gouverneur d'Auxerre, fils de Jean II de Châlon-Auxerre et d'Alix de Bourgogne-Montbéliard, mais ils n'ont pas d'enfant ensemble,.
De nouveau veuve en 1360, elle épouse en troisièmes noces Hugues (VI) de Vienne (cf. Ste-Croix), veuf de Marie de Vienne d'Antigny, seigneur de Longwy et de Saint-Georges, fils de Guillaume de Vienne et de Marguerite de Vaudémont, avec qui elle a deux enfants,:
- Éléonore de Vienne, qui épouse Hugonin de Marmont
- Guillaume de Vienne

Veuve une troisième fois en 1361, elle épouse en quatrièmes noces Arnaud de Cervolles, dit l'Archiprêtre, seigneur de Châteauneuf et Concressault, chambellan du Roi Charles V, veuf de Jeanne de Graçay, fils de Foulques II et de Pétronille de Chasteigner, dame de Servole, avec qui elle a deux enfants :
- Philippe de Cervole, bailli de Vitry, chambellan du Roi Charles VI.
- Marguerite de Cervole, qui épouse Jacques de Jaucourt-Dinteville, dit Le Jeune.

Veuve une nouvelle fois en 1366, elle épouse en cinquièmes noces Enguerrand d'Eudin, chevalier, conseiller et Chambellan du Roi, capitaine de Loches, gouverneur de Ponthieu et de Tournai, sénéchal de Beaucaire puis gouverneur de Dauphiné, avec qui elle a un enfant :
- Jeanne d'Eudin, qui épouse Louis d'Abbeville de Boubers puis Jean II de Menon.

Enguerrand d'Eudin, qui était un compagnon d'armées d'Arnaud de Cervolles, meurt en 1389 peu après Jeanne de Châteauvillain.